# Censura previa
La censura previa es la censura materializada en la facultad de aprobar o prohibir determinado material o expresión antes de hacerse público. Este tipo de censura previene que el material sea distribuido o escuchado a diferencia de otros casos, como el libelo y la calumnia, que se sancionan solo después de que el material ofensivo fue publicado. En algunos países como Estados Unidos, España o Argentina, la censura previa está prohibida a nivel constitucional. También existen tratados internacionales que la prohíben, como es el caso de la Convención Americana sobre Derechos Humanos en su artículo 13.

## Orígenes históricos
La generalización del uso de la imprenta en Europa a mediados del siglo XV fue percibida por los poderes constituidos, entre ellos la Iglesia católica, como una seria amenaza para el mantenimiento de la ortodoxia. Esto originó el establecimiento de un sistema de censura preventiva que impidiera que escritos considerados heréticos vieran siquiera la luz, pues con la popularización de esa nueva tecnología masiva de reproducción de libros la destrucción total de una obra era mucho más complicada que hasta entonces. Después de varios intentos en este sentido en 1479 en la Universidad de Colonia a instancias de Sixto IV, y tras la bula Inter Disciplines de Inocencio VIII (1487) reiterada en 1501 por Alejandro VI, esta doctrina de revisión previa y censura de obras por parte de la autoridad religiosa tendrá su culminación con la bula Inter Sollicitudines del papa León X en 1515, que restringirá la publicación de libros previa aprobación del obispo y del inquisidor de la diócesis correspondiente.

## Características generales
La censura previa criminaliza la comunicación de ciertas acciones, ya que supone la prohibición de producir, imprimir y difundir cierta información, cierto arte o incluso la mera expresión coloquial de ciertos temas. 
Puede ser efectuada de varias maneras. Por ejemplo, la exhibición al público una obra de arte o filme puede requerir una licencia o permiso de un gobierno o autoridad censora. El rechazo anticipado, o revocación de esa licencia puede considerarse como censura previa. También puede tomar la forma de una orden legal o de gobierno para que prohíba la publicación de un documento o tema específico. A veces un gobierno o un particular se enteran de que cierta información se difundirá por algún medio periodístico y buscará que no se haga público deteniendo la publicación saliente y su reanudación. Estas acciones son consideradas censura previa porque las potenciales futuras publicaciones son detenidas anticipadamente.

## Limitaciones
La doctrina de prohibición de censura previa tiene algunas limitaciones. Es aceptado que una publicación de información que afecte la seguridad nacional, principalmente en tiempos de guerra o estados de excepción, pueda ser restringida, incluso cuando existen otras leyes garantizando la libertad de expresión. La invocación de seguridad nacional es controversial, sus oponentes argumentan que invocándola se pueden encubrir errores o bochornos del gobierno.
La publicación de información de casos legales en progreso puede estar restringida por una prohibición como el secreto sumarial en algunos países. De otra forma la publicación de este material puede afectar el caso judicial.

## Aplicación

### Dictaduras
La censura es un aspecto típico de las dictaduras y otros sistemas políticos autoritarios. Así, las series de historieta estadounidense fueron prohibidas durante los regímenes de Benito Mussolini en 1938 y Francisco Franco en 1964 (aunque en este último caso solo las de superhéroes).

### Democracias
En los países democráticos está generalmente mucho menos institucionalizada, ya que en estos países se da mucha importancia a la libertad de expresión. Sin embargo, existen casos de censura en países que tienen gobiernos en apariencia democráticos, y no solo en sus administraciones nacionales, sino que también los avances contra la libertad de prensa son perceptibles en administraciones municipales y comunales. En este caso se utilizan medios de presión más sutiles, como eliminar programas críticos con el gobierno ya sea directamente de las televisiones o radios públicas, o a través de presiones políticas y económicas a los órganos de dirección de las privadas.
Otros señalan como censura la supresión de acceso a los medios de comunicación por agencias gubernamentales como la Comisión Federal de Comunicaciones en los Estados Unidos de América, por un periódico que no publica comentario con el que no esté de acuerdo la editora, o una sala de conferencias que no se deja alquilar a un orador en particular. 
Esta posición es debatida por otros: Para Ayn Rand (opuesta a cualquier tipo de censura gubernamental), la negativa de un editor a publicar a un autor, de un dueño de cadena televisiva o de radio a permitir la expresión de determinadas opiniones o del dueño de una sala a permitir una determinada conferencia no puede denominarse en modo alguno "censura", sino que es un derecho legítimo del dueño a determinar el uso de sus bienes, consecuencia lógica del derecho a la propiedad. Al mismo tiempo, la autora rechaza las licencias que otorga el Estado en el campo de las emisoras radiales y televisivas y la financiación estatal de las artes.